# 기타하쓰토미역
기타하쓰토미역(일본어: 北初富駅, きたはつとみえき)은 일본 지바현 가마가야시에 있는 신케이세이 전철 신케이세이선의 역이다. 역 번호는 SL10이다.
신케이세이선 신카마가야역이 개업하기 전에는 호쿠소 철도 호쿠소선의 분기역이자, 공동사용역이기도 했다.

## 역 구조
상대식 승강장이고 입체화된 고가역이다.

### 타는 곳
| 1 | 신케이세이선 | 신카마가야・기타나라시노・신쓰다누마・게이세이쓰다누마・ 게이세이선 방면 |
| 2 | 신케이세이선 | 구누기야마・야바시라・마쓰도 방면                                        |

### 2014년 2월 23일부터 2017년 입체화까지
상대식 승강장이며 이전 역사나 승강장은 철거되었다.

### 2014년 2월 22일까지
상대식 승강장 2면 2선의 교상역이었다. 배리어 프리에 대응하는 것은 남문 출입구와 대합실을 연결하는 에스컬레이터 뿐이었다.
신케이세이선의 역에서 시간표가 남아 있는 것 외, 구식적인 사인도 남아 있었다.
당역을 포함한 구누기야마 ~ 가마가야다이부쓰 간은 현재 연속 입체 교차화 공사가 한창이다. 공사의 진척에 맞추어 2014년 2월 23일에 선로 20m를 남쪽의 가시 선상으로 이전하는 동시에 약 200m 동쪽에 가역이 설치됐다. 이전 후에는 개찰구와 상행 플랫폼을 잇는 엘리베이터와 하행 플랫폼 지하도와 역내 플랫폼을 잇는 엘리베이터가 설치되어 있고, 다기능 화장실도 설치되어 있다. 또한 가역의 소재지는 가마가야시 기타하쓰토미 4번 6호가 원래 역명과 위치가 일치하지 않았지만 가역 사용 기간에 한해서 이상하게도 일치하게 되었다.

## 역세권 정보
- 국도 제464호선

## 역사
- 1955년 4월 21일: 영업 개시.
- 1979년 3월 8일: 호쿠소 개발 철도(현, 호쿠소 철도) 호쿠소선이 고무로역에서 당역까지 개업. 신케이세이 전철에 타면 두 노선의 역이었다.
- 1992년 7월 8일: 신케이세이 전철 신카마가야역의 개업에 따라, 호쿠소선 당역 ~ 신카마가야 간 폐지. 신케이세이선과 호쿠소선의 상호 연결은 신카마가야역으로 변경됨.
- 2014년 2월 23일: 철도 연속 입체 교차화 공사 진척에 따른 역 인근 선로를 임시 노선으로 전환, 가역을 신카마가야 쪽에 설치함.
- 2017년 10월 21일: 하행 승강장이 입체화.
- 2019년 12월 1일: 상행 승강장이 입체화.

## 사진

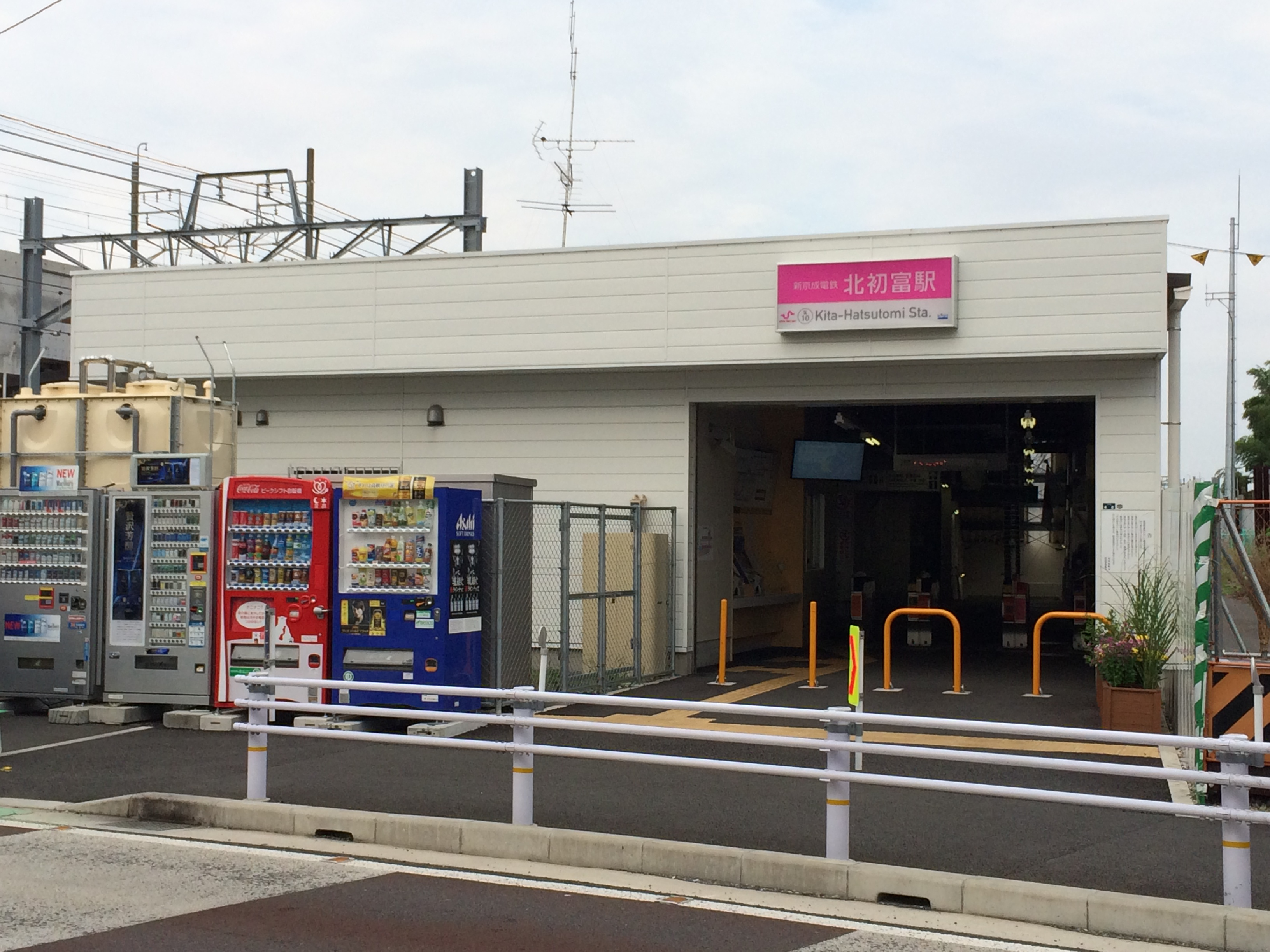
입체화 공사중 시절의 역사(2014년 9월)
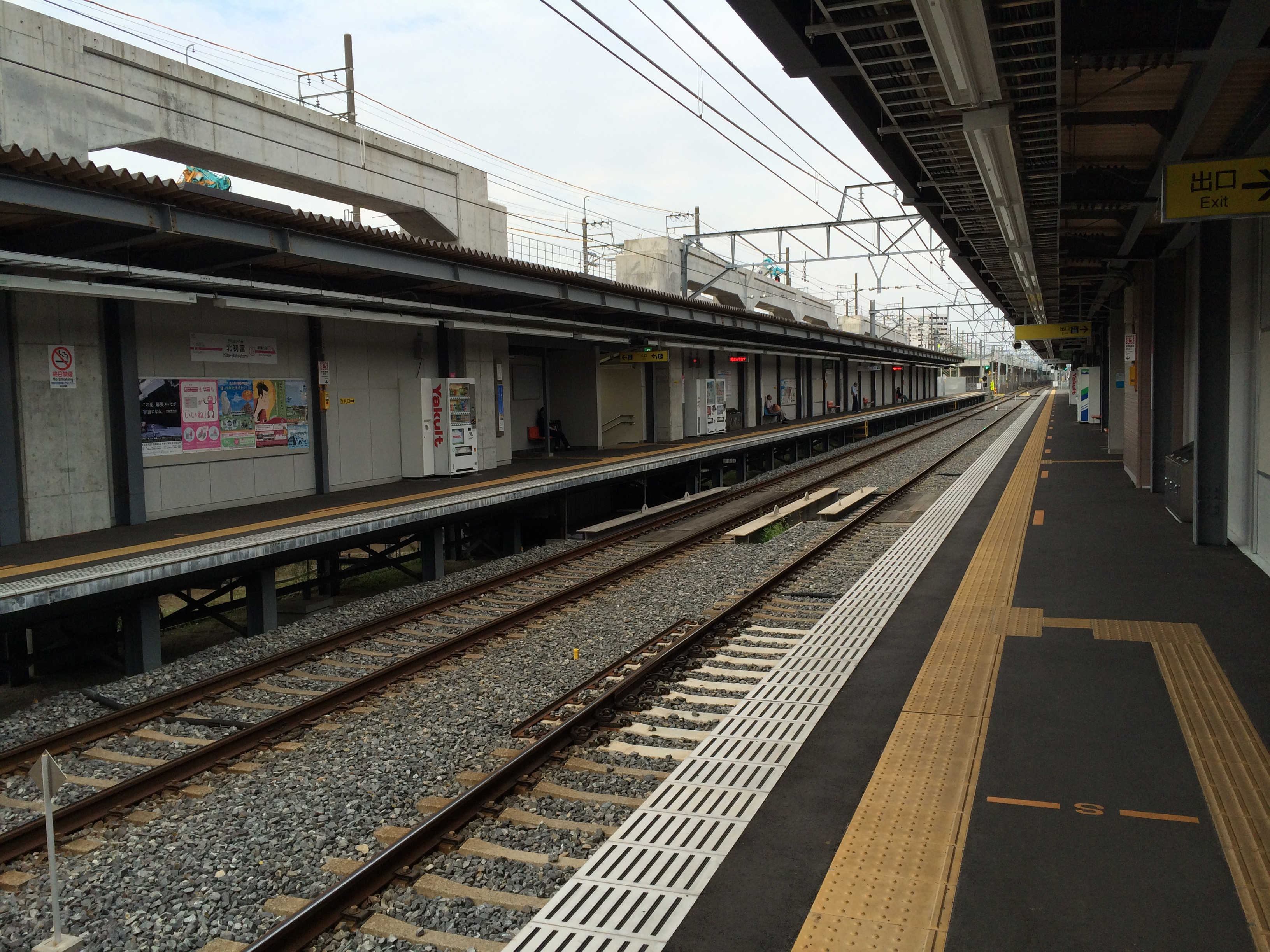
입체화 공사중 시절의 승강장(2014년 9월)
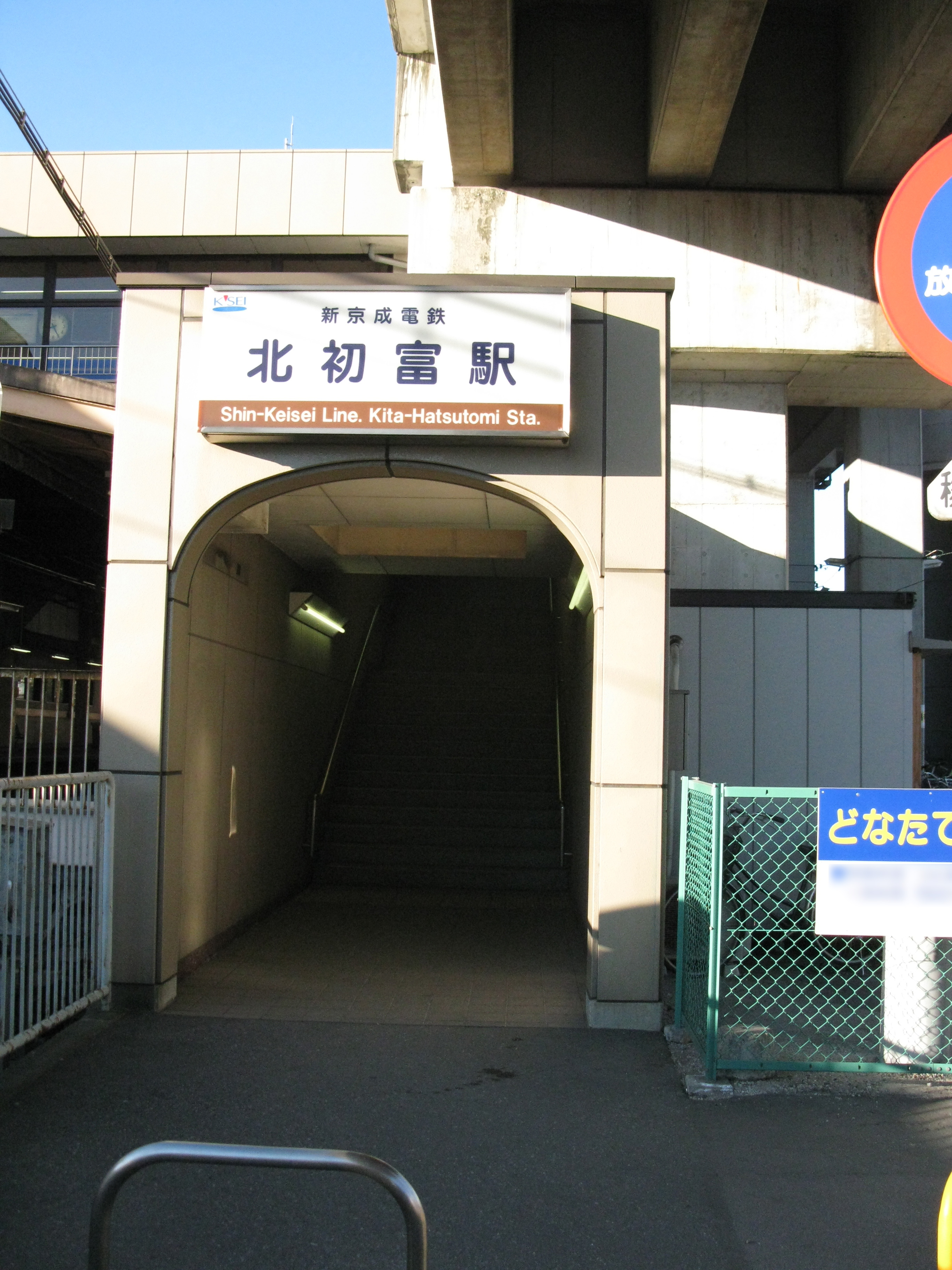
2014년 2월 이전의 북쪽 출입구 모습(2010년 1월 1일)
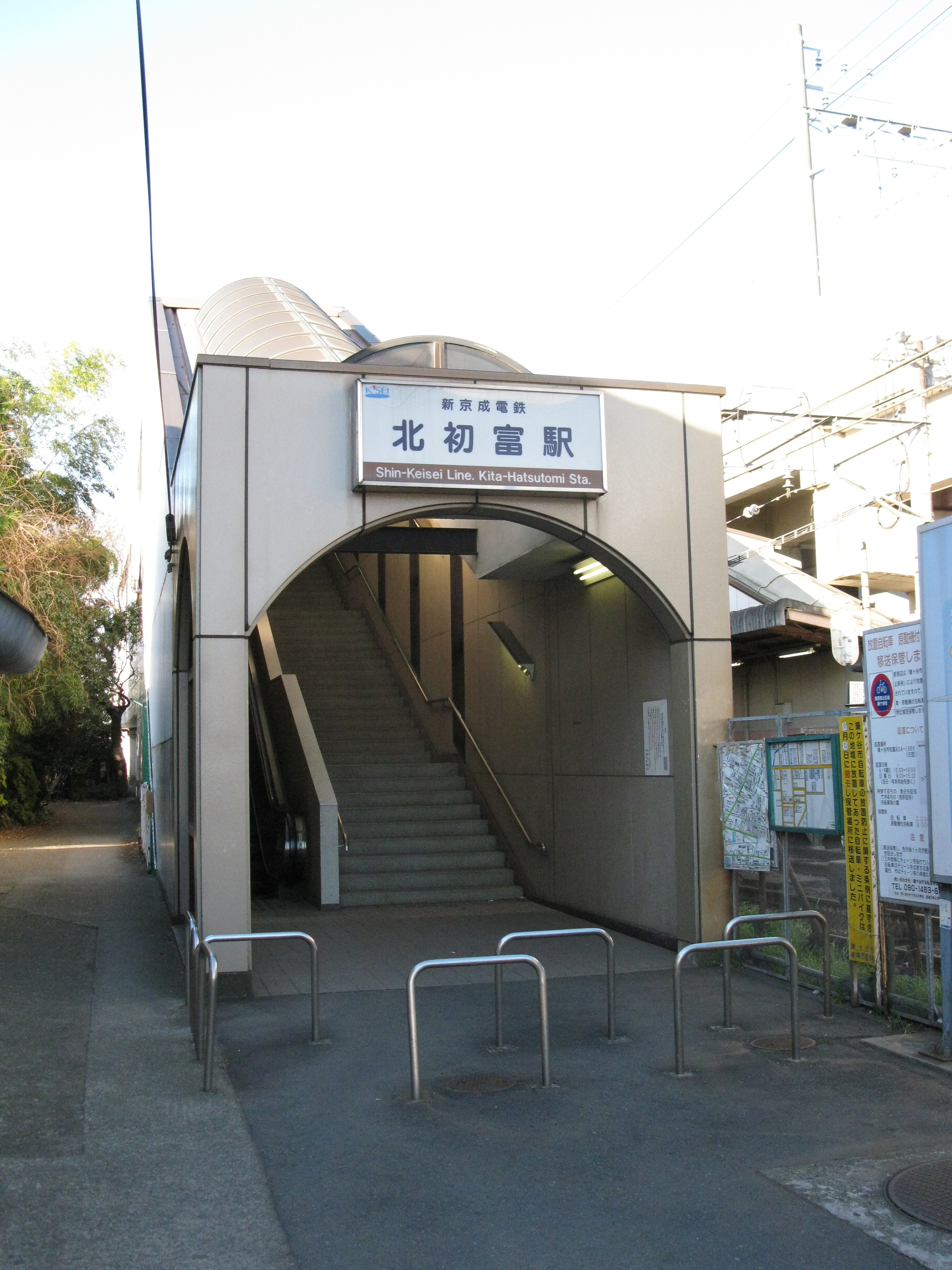
2014년 2월 이전의 남쪽 출입구 모습(2010년 1월 1일)
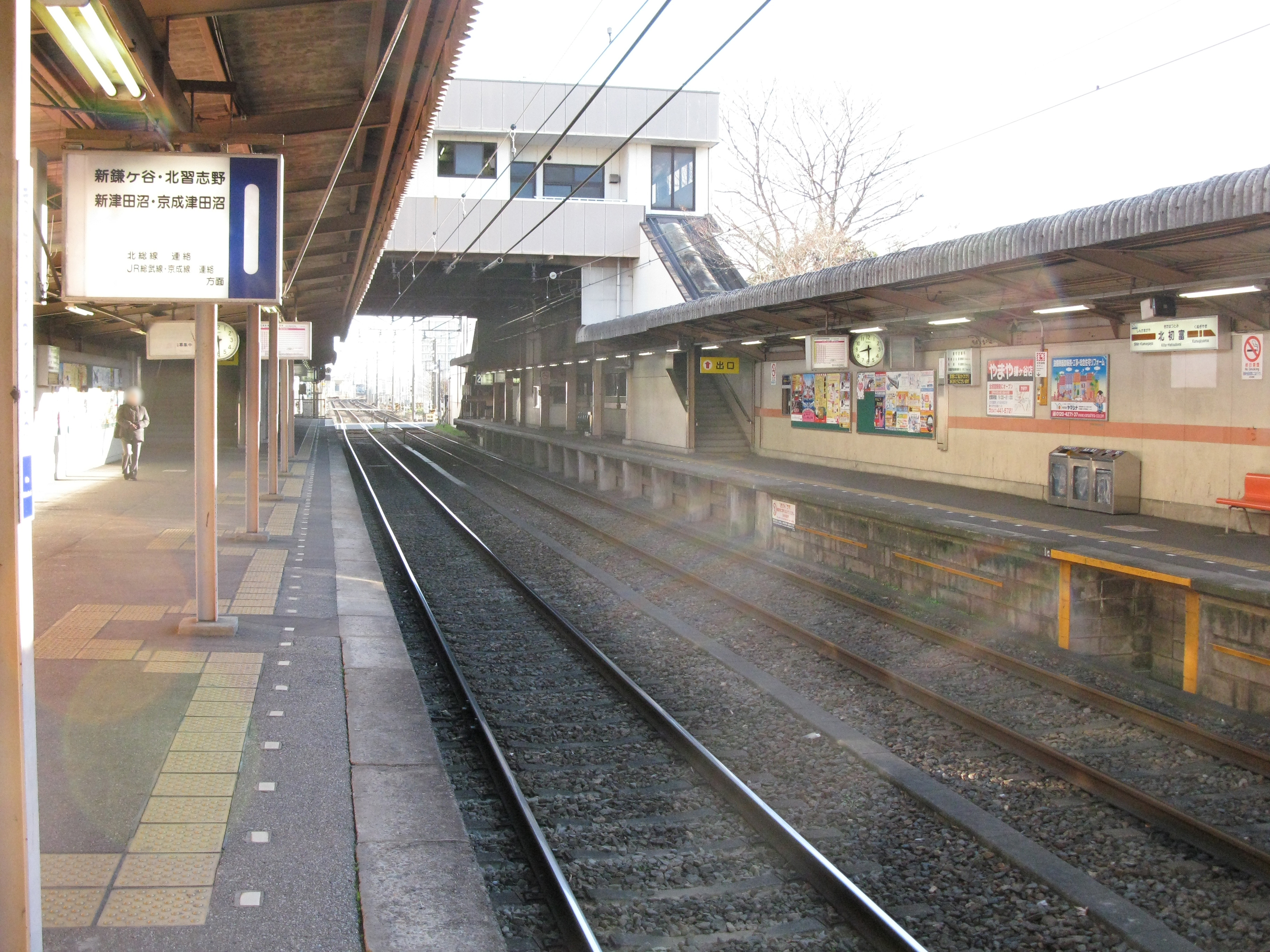
2014년 2월 이전의 승강장 모습(2010년 1월 1일)

## 인접역
| 신케이세이 전철 신케이세이선 | 신케이세이 전철 신케이세이선 | 신케이세이 전철 신케이세이선           |
| ---------------------------- | ---------------------------- | -------------------------------------- |
| SL 09 구누기야마 마쓰도 방면 |                              | 신카마가야 SL 11 게이세이쓰다누마 방면 |